# Pitcairnia hatschbachii
Pitcairnia hatschbachii là một loài thực vật có hoa trong họ Bromeliaceae. Loài này được E.Pereira miêu tả khoa học đầu tiên năm 1977.